# Stigmidium tabacinae
Stigmidium tabacinae är en lavart som först beskrevs av Johann Franz Xaver Arnold, och fick sitt nu gällande namn av Triebel 1989. Stigmidium tabacinae ingår i släktet Stigmidium och familjen Mycosphaerellaceae.  Arten är reproducerande i Sverige. Inga underarter finns listade i Catalogue of Life.